# Falscher Woldemar

Wappen der Markgrafen von Brandenburg nach Siebmacher 1856

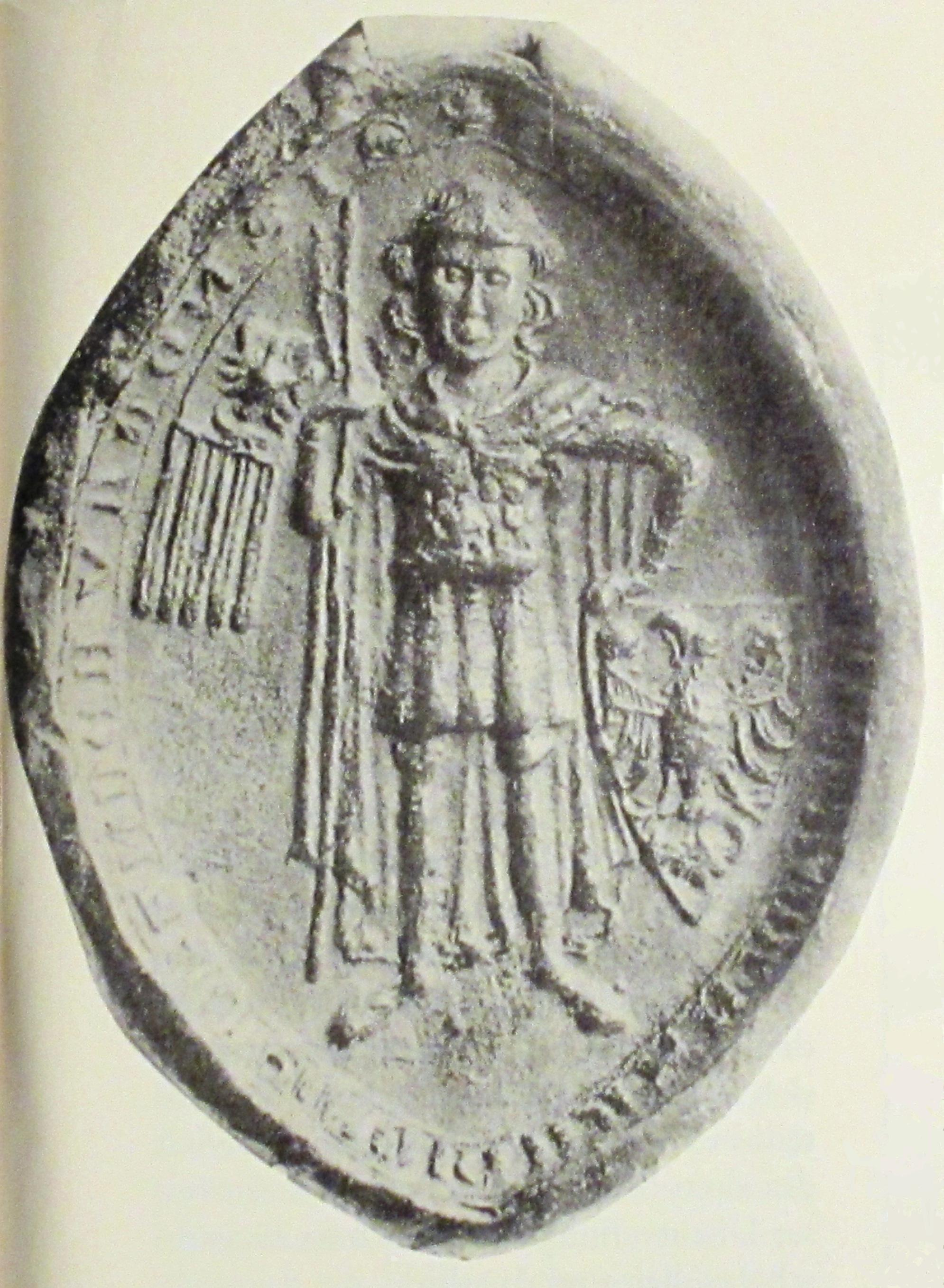
Großes Siegel des falschen Woldemar, aus: Hermann Bier: Märkische Siegel. Berlin 1933, Tafel I, Nr. 16

Der falsche Woldemar oder falsche Waldemar († 1356 in Dessau, Anhalt) war ein deutscher Hochstapler, der von 1348 bis 1350 von Karl IV. mit der Mark Brandenburg belehnt war.

## Leben
Woldemar hieß angeblich Jakob Rehbock und soll ein Müllergeselle gewesen sein. Seine wahre Identität ist bis heute ungeklärt.
Im Sommer 1348 stellte er sich als älterer Pilger dem Erzbischof von Magdeburg Otto als der alte brandenburgische Markgraf Woldemar vor, den man 29 Jahre zuvor bestattet hatte. Er gab vor, die Bestattung von 1319 sei nur inszeniert gewesen, und er habe sich in der Zwischenzeit auf einer Pilgerfahrt ins Heilige Land befunden. Nach dem Aussterben der brandenburgischen Askanier hatte der Wittelsbacher König Ludwig der Bayer im Jahre 1323 die Mark Brandenburg seinem eigenen Sohn Ludwig verliehen.
Woldemar gewann schnell Anhänger, namentlich bei den fürstlichen Rivalen der Wittelsbacher. Er gab sich als Vertreter des angestammten askanischen Fürstenhauses aus, dessen Linien in Sachsen-Wittenberg und Anhalt ihn unterstützten, weil sie nach seinem Tode auf die Übernahme der Mark Brandenburg hofften. Binnen weniger Wochen konnte er auf einem Huldigungszug große Teile der Mark von sich überzeugen. Auch Karl IV. kam der falsche Woldemar zur Schwächung der Wittelsbacher gerade recht, weshalb er den „Askanier“ am 2. Oktober 1348 mit der Mark Brandenburg belehnte. Nur wenige Städte hielten weiter zu den Wittelsbachern, so soll Treuenbrietzen aus dieser Zeit den Namensvorsatz haben.
Der falsche Woldemar wurde im Februar 1350 zum Betrüger erklärt. Karl, der sich inzwischen mit den Wittelsbachern geeinigt hatte (Verträge von Eltville), erklärte, getäuscht worden zu sein, belehnte Ludwig erneut mit der Mark Brandenburg und verkündete im März und April 1350, dass Woldemar nicht der rechtmäßige Markgraf sei. Woldemar hielt sich seitdem am askanischen Hof in Anhalt-Dessau auf, wo man ihm dennoch zeitlebens alle höfischen Ehren erwies, bis er wahrscheinlich 1356 eines natürlichen Todes starb.

## Literarische Rezeption
1842 publizierte Willibald Alexis seinen Roman Der falsche Woldemar. In neuester Zeit widmet sich der Roman Der letzte Askanier von Horst Bosetzky (Berlin 1997) den Geschehnissen um den falschen Woldemar, wobei der Autor eine eigene Theorie hinsichtlich der Identität des angeblichen Askaniers aufstellt.